# Теорија модернизације
Теорија модернизације је скуп научних тврдњи који користи како би се објаснио процес модернизације у различитим срединама. Модернизација се ослања на модел напредне транзиције из традиционалног у модерно друштво. Теорија модернизације је зачета идејама немачког социолога Макса Вебера (1864-1920), која је основа парадигме модернизације, коју је развио професор социологије за Харварда, Талкот Парсонс (1902-1979). Теорија посматра интерне факторе у земљи. Теорија претопставља да се, уз одговорајаћу „помоћ“ спољних фактора, традиционалне земље могу развити у истој мери као и напредније земље. Теорија модернизације је била доминантна идеја у друштвеним наукама током 50-их и 60-их година 20. века, након чега пада у заборав. После 1990. се враћа на мала врата, али је и даље веома контроверзан модел.

## Преглед
Теорија модернизације настоји да идентификује друштвене варијабле (променљиве) које учествују у друштвеном напретку и развоју друштава, а истовремено тражи објашњење процеса еволуције друштва. Теорија модернизације је предмет критике од стране социјалистичких и идеологија слободних друштава, теоретичара светских система, теоретичара глобализације и многих других. Теорија модернизације издваја не само процес промене, него и све повратне реакције на ту промену. Уз то, посматра и интерну динамику паралелно са друштвеним и културним структурама, као и прилагођавање на нове технологије. Теорија инсистира на томе да се традиционална друштва развијају прихватањем модернијих доктрина. Заговорници теорије модернизације тврде да су модерне државе богатије и моћније, а да становници ових држава уживају бољи стандард живота. Нове тенденције у технологији, као што су нова технологија преноса података и потреба за ажурирањем традиционалних метода у транспорту, комуникацији и производњи, налажу да је модернизација неопходна или барем пожељнија за статус кво. Такав приступ онемогућава критику модернизације, јер она имплицира да развој управља границе људске интеракције, а не обрнуто. Она такође имплицира да људска делантост управља брзину и штетност модернизације. Наводно, уместо да њима доминира традиција, у друштвима која су у процесу модернизације је обично присутна власт зансована на апстрактним принципима. Према овој теорији, традиционалне религије и културолошке особине су мање важне у друштвима где модернизација узима маха.
Историчари повезују модернизацију са процесима урбанизације и индустријализације, као и ширењем образовања. Како Кендал (2007) наводи, „Урбанизација спаја модернизацију и убрзани процес индустријализације“. У социолошкој критичкој теорији, модернизација је повезана са свеобухватним процесом рационализације. Како се модернизација шири друштвом, појединци постају много важнији, и као такви преузимају место породице или заједнице као основне јединице друштва.

## Почеци
Социолошке теорије с краја 19. Века, као на пример Дарвинизам, дале су повод да се постави питање: „Који су закони еволуције људског друштва?“. Актуелна теорија модернизације потиче од идеја немачког социолога Макса Вебера (1864-1920), и посматра улогу рационалног и ирационалног у транзицији из традиционалног у модерно друштво. Веберов приступ је створио основу за парадигму модернизације, коју је популаризовао социолог са Харварда, Талкот Парсонс (1902-1979), који је током 30-их година 20. века превео Веберова дела на енглески језик, дајући притом своју интерпретацију.
После 1945. Парсонов приступ се нашироко користи у социологији и другим друштвеним наукама. Крајем 60-их година 20. века јављају се противници теорије, због тога што је сувише уопштена, и не посматра сва друштва на исти начин.

## Глобализација и модернизација
Глобализација се може дефинисати као фузија економских, политичких и друштвених култура. Како се тврди, глобализација је повезана са ширењем модернизације преко државних граница.
Међународна трговина је у сталном порасту након што су Европљани открили континенте у раном новом веку. Нарочито велик пораст је резултат индустријске револуције, и почетком коришћења бродских контејнера, средином 20. века.
Годишњи број долазака страних туриста у свету је порастао на 456 милиона до 1990., да би се од тад увећао скоро троструко, на преко 1,2 милијарде у 2016. Комуникација је још једна од области које су у порасту изазваним модернизацијом. Индустрија комуникације је омогућила капитализму да се шири целим светом. Телефонија, телевизија, средства јавног информисања и интернет провајдери су одиграли кључну улогу у глобализацији. Бивши председник САД, Линдон Џонсон, је подржавао теорију модернизације, и веровао је у то да телевизија може да омогући средства образовања током развоја друштва.
Уз многе очигледно повољне атрибуте глобализације, постоје и негативни аспекти. Доминантни, неолиберални модел глобализације често увећава јаз између богатијих и сиромашнијих сталежа у друштву. У великим градовима земаља у развоју постоје насеља где технологије модерног света (компјутери, мобилни телефони, сателитска телевизија), егзистирају у крајњем сиромаштву. Глобалисти се слажу да је глобализација повољна за свакога, због тога што се користи глобализације шире на све припаднике друштва, укључујући и осетљиве групе, нпр. жена и деце.

## Демократизација и модернизација
Веза између модернизације и демократије је једна од највише проучаваних тема у компаративној политици. Постоји академска дебата о покретачима демократије, због тога што постоје теорије које објашњавају економски напредак и као узрок, и као последицу институције демократије. Како наводе Пржеворски и Лимонги (1997), Липсетова идеја да је демократија у вези са економским напретком, настала 1959., дала је повода за највећа истраживања у доменима компаративне политике.
Лери Дајмонд и Хуан Линз, који су радили са Липсетом на књизи „Демократија у земљама у развоју: Латинска Америка“, су дошли до закључка да економске перформансе утичу на развој демократије на барем три начина. Прво, они тврде да је економски напредак важнији за демократију него тренутни степен друштвено-економског развоја. Друго, друштвено-економски развој покреће промене у друштву, које евентуално могу потпомоћи демократизацију. И треће, друштвено-економски развој подстиче друге промене, као што је организација средњег сталежа, која је погодна за демократију.
Како наводи Сејмур Мартин Липсет, разни аспекти економског развоја – индустријализација, урбанизација, богатство и образовање, су међусобно уско повезани, тако да заједно чине један важан фактор, који има политичку везу са демократијом. Ова дебата се јавља и у следећим делима: „Политика и етапе раста“ (1971), аутора Волта Ростова, и „Политика модернизације“ (1965), аутора Ф. К. Органског. Током 60-их година 20. века, неки критичари су се сложили око тога да је веза између модернизације и демократије превише заснован на примеру историје Европе, и ниподаштава значај Трећег света. Недавни примери неопходности демократије у Јужној Кореји, Тајвану и Јужноафричкој Републици, се наводе као потпора Липсетовим тврдњама.
Немачка је велики пример нетачности ове теорије, јер је њена економска модернизација у 19. веку наступила много пре демократизације, која је отпочела 1918. Међутим, Берман закључује да је процес демократизације наступио у царској Немачкој, и наводи: „Током ових година Немци су стекли навике и обичаје, за које се данас у круговима политичких наука сматра да су претпоставка за здрав политички развој".‍:456
Роналд Инглехар и Кристијан Велзел (2009) тврде да успостављање демократије није засновано само на изражавању жеље за формирање власти, него да се демократије стварају као микс одређених друштвених и културолошких фактора. Они се слажу да напредак економије и технологије резултира масовним политичким учешћем и стварањем повољних друштвених и културолошких фактора за стварање демократије.
Перенбом (2008) истражује везе између демократије, владавине закона, и богатства, наводећи као пример земље Азије, као што су Тајван и Јужна Кореја, које су завршиле процес демократизације тек након што је њихов економски раст достигао висок ниво; и друге земље Азије, као што су Филипини, Бангадеш, Камбоџа, Тајланд, Индонезија и Индија, које нису демократизоване до краја, зато што нису достигле одговарајући економски раст.
Адам Пржеворски и други су уздрмали Липсетове тврдње. Они тврде да политички режими не прелазе у демократију у друштвима у којима су високи приходи по глави становника. Уместо тога, транзиција у демократију се одвија насумично, али кад се демократија успостави, ова друштва остају демократска. Епстин и сарадници (2006), су ревидирали хипотезе модернизације користећи нове податке, нове технике, и тросмерну (уместо двосмерне) класификације режима. Супротно Пржеворском, аутори ове студије закључују да је ова хипотеза добро поткована. Делимично демократизовани режими су међу најважнијим, али најмање проученим системима друштвеног уређења.
Стручњаци тврде да модернизација подразумева поштовање људских права, а као добар пример се наводи друштвено уређење Кине у 21. веку.

## Технологија
Нове технологије су један од најважнијих окидача промена у друштву. Промене у друштву подразумевају сва значајнија одступања у обрасцима понашања и култури уопште, током одређеног временског периода. Како модернизација подразумева прелазак са аграрне на индустријску производњу, важно ју је посматрати са аспекта технологије. Ипак, технологије као такве не могу променити друштвене системе, али реакција друштва на нове технологије може. Неретко се дешава да се на примену технологије чека дуго након њеног откривања, као што је технологија издвајања метала из стена. Иако у почетку уопште није била у примени, касније се показала као важан фактор у развоју друштава. Технологија омогућава већи спектар иновација и ширење промена у друштву. Такве промене у друштву, које подразумевају напредак у смислу индустрије, економије и друштвеног стандарда, могу ставити под исти кров и назвати истим термином – модернизација. На пример, мобилни телефони су променили животе милиона људи широм света. Ово је нарочито случај у Африци и одређеним деловима Средњег истока, где постоје телекомуникационе инфраструктуре јевтине за одржавање. Мобилни телефони омогућавају лакше повезивање становницима земаља које су мање насељене, што олакшава комуникацију великим фирмама и предузетницима, док приступ интернету омогућава ширење писмености и у најудаљенијим подручјима.

## Модернизација и развој
Развој је, баш као и модернизација, један од водећих принципа модерног доба. Државе које важе за развијене, углавном се сматрају и развијеним, што би значило да их институције попут Уједињених нација више уважавају, а друге државе сматрају за боље партнере за међународну сарадњу. Степен до ког је држава развијена, односно модернизована, директно одређује њену моћ и важност на мапи света.
Модернизација здравства у земљама у развоју подразумева да прелазак из традиционалног у модерно не подразумева само примену технологија развијених земаља, већ подразумева и промену политичког уређење, а као резултат и усмеравање већих новчаних средстава на финансирање здравствене заштите. Ипак, уместо да копирају праксу развијених земаља, чији су корени модернизације засновани на индустријализацији и колонизацији, земље у развоју би требало да начине велике кораке ка развоју здравства у руралним срединама, а да своје стратегије фокусирају ка превенцији. То су успешно приказали и организација „Хришћанска медицинска комисија“, и „босоноги доктори“ у Кини. Уз то, веома важан присталица смањивања значаја здравствених институција је био Халфдан Малер, директор Светске здравствене организације 1973-1988). Сличне идеје су представљене на међународним конвенцијама у Алма-Ати и „Развој здравља и популације“, која је одржана 1979. у Италији, а коју је спонзорисала фондација Рокфелер. На овим конференцијама су се разматрали GOBI приступ и примарна здравствена заштита, мада су поборници свеобухватне здравствене заштите критиковали ова два приступа. Све у свему, не може се рећи да земље на Јужној хемисфери могу функционисати без помоћи развијених земаља, јер оне улажу значајна новчана средства у добровољне програме, фондације и хуманитарне организације, које за циљ имају превенцију ХИВ-а (АИДС-а), маларије и туберкулозе. На овај начин је побољшан квалитет живота милиона људи, и омогућен развој земаља Трећег Света.
Теоретичари модернизације неретко сматрају да је традиција препрека на путу економског раста. Како наводи Сејмур Мартин Липсет, економска стабилност је у великој мери одређена културним и друштвеним варијаблама у посматраној нацији. И, иако модернизација може донети нагле и радикалне промене у традиционалним друштвима, сматра се да је то вредно труда.
Међутим, критичари сматрају да се таква друштва често систематски уништавају, без профита од модернизације, и да на овај начин расте јаз између земаља у развоју и развијених земаља. Као резултат модернизације наводе да је у овим друштвима традиционално сиромаштво замењено новом формом беде. Како би побили критике, поборници теорије модернизације истичу побољшање животног стандарда, физичке инфраструктуре, образовања и економску стабилност.

## Критике
Почев од 60-их година, многи учени људи, као што су Андре Гиндер Франк (1929-2005), и Имануел Валерстин (1930-) су критиковали теорију модернизације. У овом моделу, модернизација друштва захтева уништавање изворне културе, која се мења новом, „Западњачкијом“ културом. Према једној дефиницији, реч модерно се једноставно односи на садашње, па се самим тим свака нација која постоји у овом тренутку назива модерном. Поборници модернизације углавном сматрају модерним земље Запада, а остале сматрају неразвијеним или примитивним, у односу на ове земље. Овакав приступ немодернизоване земље сматрају инфериорним, чак и у случају кад оне имају сличан стандард живота као земље Запада. Противници теорије модернизације тврде да је савременост независна од културе, и да може бити прилагођена сваком друштву. Као пример обеју тврдњи се наводи Јапан. Поборници теорије модернизације тврде да је Јапан својом модернизацијом постао ближи Западу, док њихови противници тврде да савремени начин живота може егзистирати и у „незападном“ друштву.
Како Типс тврди, мешањем модернизације и других процеса, које теоретичари користе наизменично (демократизација, либерализација, развој), термин постаје мање прецизан, а самим тим тежи за демантовање.
Теорија је такође емпиријски критикована, јер теоретичари модернизације занемарују спољне факторе промена у друштву. Симбиоза традиционалног и модерног је практично немогућа, зато што су повезани, али независни, а модернизација као таква никад не наступа сама за себе.
Теорија модернизације је често критикована да је Евроцентрична, због тога што је модернизација отпочела у Европи Индустријском револуцијом, Француском буржоаском револуцијом, и Револуцијама 1848., и од тад је највећи напредак достигла у Европи. Антрополози су још оштрији у својим критикама, тврдећи да је теорија етноцентрична, и да се односи само на западну Европу.

### Теорија зависности
Једна од алтернатива теорији модернизације је теорија зависности. Настала је током 50-их година, а заснована је на тврдњи да је неразвијеност земаља Трећег света директна последица систематске империјализацијске и неоколонијалне експлоатације сировина. Заговорници овог модела тврде да се ресурси одливају из забачених крајева земаља у развоју у срце развијених земаља, и да се на овај начин развијене земље богате на штету земаља у развоју. Главни предмет расправе теоретичара зависности, као што је Андре Гундер Франк, је то да су сиромашне земље осиромашене, а богате обогаћене на исти начин на који су сиромашне земље интегрисане у светски поредак.
Модели зависности су настали из све веће националистички оријентисане масе са Јужне хемисфере (Латинска Америка и Африка), и марксиста. Њихова реакција на теорију модернизације, која тврди да се све земље развијају пролазећи кроз исте етапе развоја, да се данашња неразвијена подручја налазе у фази развоја у којој су се налазиле развијене земље у неком тренутку у прошлости, и да се из тог разлога неразвијене земље усмере на путању којом су ушле развијене државе, како би се њихов развој убрзао, и то инвестирањем, трансферима технологије, и интеграцијом на светско тржиште. Теорија зависности одбацује овај приступ, негирајући тврдње да су земље у развоју примитивне верзије развијених, зато што имају сопствене особине и структуре, а нису у ситуацији да конкуришу на светској трговинској сцени као развијене земље.